# Fasowa (przystanek kolejowy)
Fasowa (ukr. Фасова) – przystanek kolejowy w miejscowości Fasowa, w rejonie żytomierskim, w obwodzie żytomierskim, na Ukrainie. Położony jest na linii Korosteń – Żytomierz.